# Fédération d'Australie de hockey sur glace
La Fédération d'Australie de hockey sur glace (en anglais : Ice Hockey Australia) est l'organisme officiel qui gère le hockey sur glace et le roller in line hockey en Australie.
Elle fut fondée en 1908 sous le nom d’Australian Ice Hockey Federation. Elle devient membre de la Fédération internationale de hockey sur glace le 11 février 1938.
Elle a sous sa tutelle les différentes équipe d'Australie de hockey sur glace (senior, moins de 18 ans, féminines) ainsi que celle d'InLine.